# Oltrisarco-Aslago
Oltrisarco-Aslago (in tedesco Oberau-Haslach, AFI: [obəʁɑʊ hasˈlax]) è una delle cinque circoscrizioni cittadine di Bolzano. Con circa 13.500 abitanti è la meno popolata e con una densità di popolazione complessiva più bassa della media cittadina (1.979 ab./km²). Tuttavia nel territorio è inclusa la vasta zona produttiva di Bolzano Sud e in realtà la densità nei quartieri è molto alta. In città è l'unica circoscrizione dove la presenza maschile supera quella femminile. Tra le circoscrizioni è quella con l'età media più bassa (42,16 anni al 31.12.2009) e la seconda con la più alta percentuale di stranieri: al 31.12.2009 erano 2.041, corrispondente al 15,0% della popolazione totale.

## Posizione e territorio
Il territorio si trova ad una distanza tra 1 e 6 km dal centro storico ed è per la maggior parte situato in pianura (tra i 240 ed i 250 metri s.l.m.), ma i quartieri abitati sono sorti anche alla base dei declivi del Colle/Kohlern, in origine per non essere invasi dalle acque dell'Isarco in caso di inondazioni e per la posizione più facilmente difendibile. In epoca moderna per recuperare aree all'edilizia. Le attuali abitazioni di Aslago sono costruite in forte pendenza, il terreno sale infatti da 247 a 305 metri nel solo raggio di 300 metri; Aslago è di fatto il quartiere di Bolzano posto più in alto.
Circoscrizioni e comuni limitrofi:
- Gries-San Quirino
- Europa-Novacella
- Don Bosco
- Centro-Piani-Rencio
- Città di Laives
- Comune di Vadena

## Toponimo
Ci sono varie attestazioni antiche dei due toponimi:
- Oberau è attestato come "Howe" già nel 1166, come "Owe" nel 1177, come "in der Ŏe" nel 1180 e "in der Au" nel 1700 e si contrappone a Unterau, il nome storico di San Giacomo. Il toponimo deriva dall'alto tedesco medievale ober ("superiore") e au ("prato umido").[1] La dizione "Oltrisarco" fu invece introdotta solamente dal fascismo nel 1923 per sostituire il toponimo originario, ma è divenuto comune nel corso dei decenni.[2]
- Haslach è documentato come "Haselach" nel 1170, come "Hasilach" nel 1177 e come "Haslach" nel 1309 e deriva dall'alto tedesco medievale hasel ("noce") e -ach (suffisso generico plurale, perciò "noceto").[3] La forma italiana "Aslago" è adattamento fonetico del toponimo tedesco originario e fu introdotta solo nel 1940, mentre non compare nel primo elenco di italianizzazione odonomastica, approntato da Ettore Tolomei, del 1923.[4]

## Storia

### Dal Medioevo all'incorporazione a Bolzano
Tutta l'area è sempre stata zona agricola ed in fondovalle in parte paludosa. Nell'alto medioevo in questa zona esisteva un insediamento che sfruttava la posizione riparata della conca naturale di Aslago, tra il colle del Virgolo e lo sperone di roccia dove si ergono ancora i resti di castel Flavon (Haselburg) del XIII secolo. Ancora nel Duecento nella documentazione tale insediamento era indicato come Sibidat (<civitas?).
L'ordinamento amministrativo per Gries e Bolzano del 1487 indiva per Aslago un proprio oberhaubtman ovvero comandante, nella persona di Hans Mang.
Le zone in valle erano piccoli insediamenti agricoli, i più importanti dei quali erano San Giacomo-Unterau (St. Jakob-Unterau), Maso della Pieve (Pfarrhof) e Aslago (Haslach). Dal 1849 al 1910 tutta l'area dell'attuale circoscrizione ha fatto parte del comune di Dodiciville, di cui facevano amministrativamente parte le Malgreien di Aslago e Oltrisarco (San Giacomo). Nel 1890 la zona non contava più di 500 abitanti. Il cimitero ebraico, tuttora esistente, fu instaurato nel gennaio del 1614; è andò a sostituire quello già esistente dal 1562 situato sulle rive del Talvera. Attorno ad esso si è sviluppato secoli dopo l'attuale cimitero comunale di Bolzano.

### Dall'incorporazione a Bolzano all'annessione all'Italia
Dopo l'incorporazione di Dodiciville, la zona di Oltrisarco e Aslago venne vista come spazio libero per sviluppare quelle infrastrutture che per lo spazio richiesto non potevano essere situate in zona centrale. Nel 1912 venne quindi inaugurato lo Schießstand austro-ungarico, il campo di tiro a segno militare e civile (edificio attualmente occupato dalle Poste) e vennero costruite abitazioni per i militari dell'imperialregio esercito d'Austria-Ungheria. La zona già prima degli inizi del Novecento fu abitata anche da italiani, immigrati dal più povero Trentino in cerca di lavoro. Al censimento del 1910 nel comune di Dodiciville venne contata una presenza italiana incidente sul 10,27% della popolazione, la maggior parte della quale residente nella zona di Oltrisarco. Sempre in occasione di quel censimento la popolazione della zona si attestava sulle 1.200 persone. La grande espansione iniziò nella prima metà degli anni 1910 con una massiccia immigrazione da sud e l'insediamento di molte attività e servizi. Nel 1913 venne inoltre costruita una tramvia che collegava Bolzano con Laives. Durante la prima guerra mondiale il quartiere di Oltrisarco subì ripetuti bombardamenti da parte dell'aviazione italiana. Nel 1919 la zona venne annessa all'Italia.

### Tra le due guerre

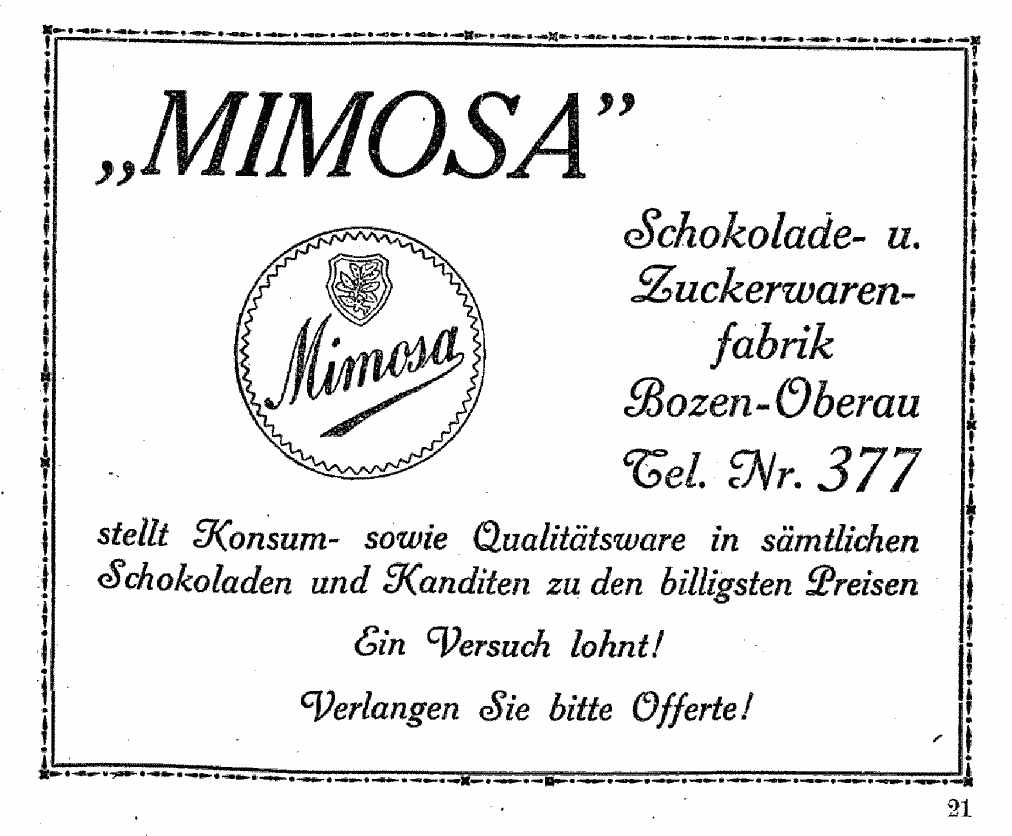
Pubblicità per la fabbrica di cioccolata "Mimosa" a Oltrisarco del 1925

Continuò l'espansione edilizia, soprattutto agli inizi degli anni venti, dove tra gli architetti si annovera pure Luis Trenker. Con l'avvento del fascismo, nel terreno dell'Agruzzo (Grutzen) venne individuato il sito ideale per la costruzione della zona industriale, che avrebbe dovuto attirare un gran numero di lavoratori italiani dalle "vecchie province", nell'insieme del progetto di autarchia economica e di italianizzazione voluti dal regime. I quartieri operai vennero però costruiti dall'altra parte dell'Isarco. Ad Oltrisarco vivevano ed arrivavano invece famiglie operaie ed impiegate in altre aziende. Nel 1926 venne inaugurato l'aeroporto di Bolzano che collegava la città con Roma, Monaco, Berlino, Venezia, Vienna, Graz, Milano, Budapest, Cracovia, Trento ed Innsbruck (il volo Bolzano-Trento durava 20 minuti).
Durante il secondo conflitto mondiale, Oltrisarco fu una delle zone che patì maggiormente i bombardamenti. Appena prima della guerra venne costruita anche la galleria del Virgolo, utilizzata dal 1943 come rifugio per la popolazione civile. Dal 1943 fino all'ingresso degli americani tutto l'Alto Adige passò sotto l'amministrazione del Reich (zona di operazioni Alpenvorland).

### Dal secondo dopoguerra ad oggi

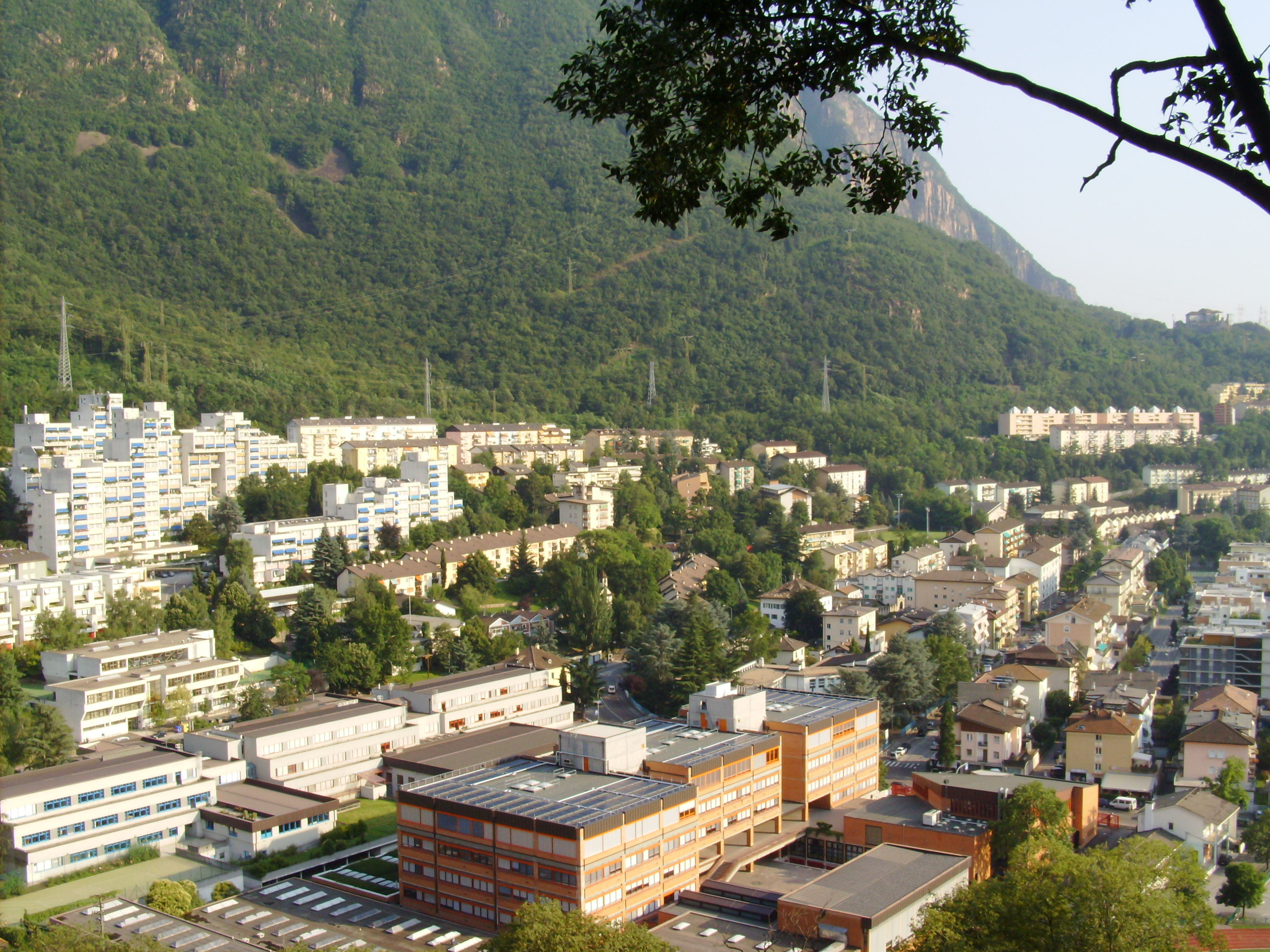
Aslago e il CEP

Nel secondo dopoguerra parte del quartiere risultava danneggiato dai bombardamenti e sorsero così nuove abitazioni. Lo sviluppo edilizio maggiore lo conobbe la zona pedemontana di Aslago, dove vennero costruiti grandi alloggi popolari per le famiglie di Optanten ritornate nella Heimat. Nella zona industriale si affiancarono negli anni l'artigianato e aziende locali. A partire dagli anni settanta l'industria pesante entrò in crisi e molte chiusero o passarono più volte di proprietà. Ora la zona di Bolzano Sud è una zona produttiva con un misto di attività industriale, artigianale e commerciale, nella quale si trova anche il quartiere fieristico. Gli impianti industriali ancora esistenti sono tuttavia oggetto di polemiche, poiché sono la principale fonte d'inquinamento per i quartieri dell'area.

## Quartieri circoscrizionali

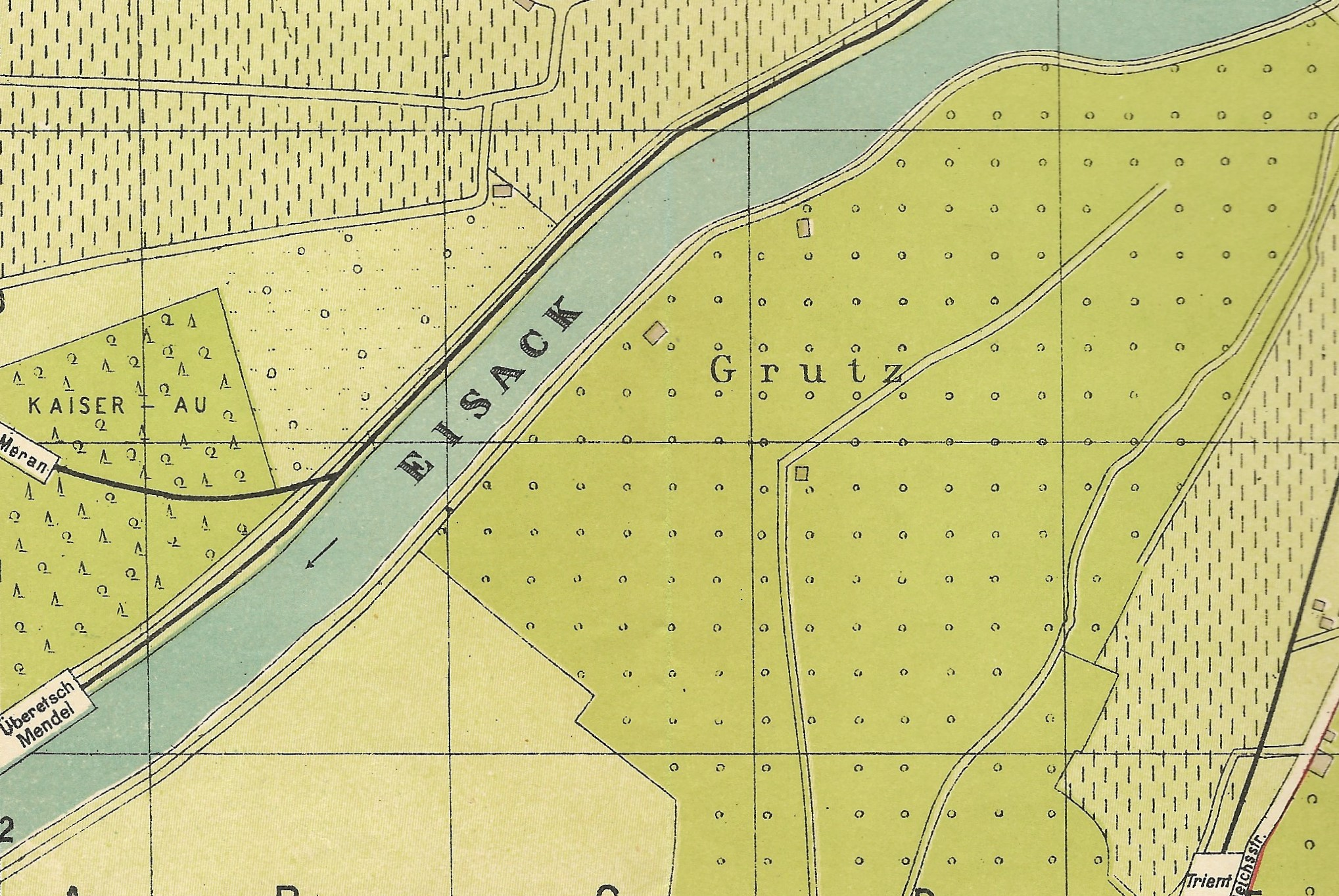
Il Grutzen-Agruzzo, qui indicato quale Grutz, prima della nascita della zona industriale, in una piantina del 1910 ca.

- Oltrisarco/Oberau. È il quartiere situato sulla via Claudia Augusta e strade limitrofe, comprende anche il nuovo quartiere di Rosenbach (ex caserma Mignone)[7].
- Aslago/Haslach. È il quartiere posto sopra ad Oltrisarco. Comprende anche il rione CEP costruito nel secondo dopoguerra e il rione Siedlungswerk St. Albuin costruito negli anni 1973-1984. Nel XII secolo la località viene citata, oltre a Haslach, con il nome di "Schibidat" e di "Rosenbach".
- Maso della Pieve/Am Pfarrhof. Noto anche con il nome di "San Giacomo (di Bolzano)/St. Jakob (bei Bozen)" è il quartiere situato sulla via Maso della Pieve e strade limitrofe. Il quartiere è in realtà un'unica area urbana insieme al quartiere frazione di Laives chiamato "San Giacomo (di Laives)/St. Jakob (bei Leifers)" o, più anticamente, Unterau.
- Agruzzo/Grutzen. È tutta la zona di campagna che si trova a sud di Bolzano Sud, comprende l'aeroporto.
- Area Bolzano Sud/Bozen Süd:
  - Zona Industriale/Industriegebiet. Porzione nord di Bolzano sud, intesa da via Volta verso nord arrivando fino a via Roma.
  - Zona Artigianale (o ex Aluminia)/Gewerbegebiet. Porzione a sud di via Volta che confina con Oltrisarco, via Buozzi, via Polo, e la parte Sud di via Galvani più il budello di via Dürer.
  - Zona Commerciale (o ex Magnesio)/Handelszone. Porzione a sud di via Volta che confina col fiume Isarco, via Buozzi, via Polo, e la parte Sud di via Galvani. Comprende la Fiera e la Sparkasse Arena.

## Oltrisarco-Aslago oggi

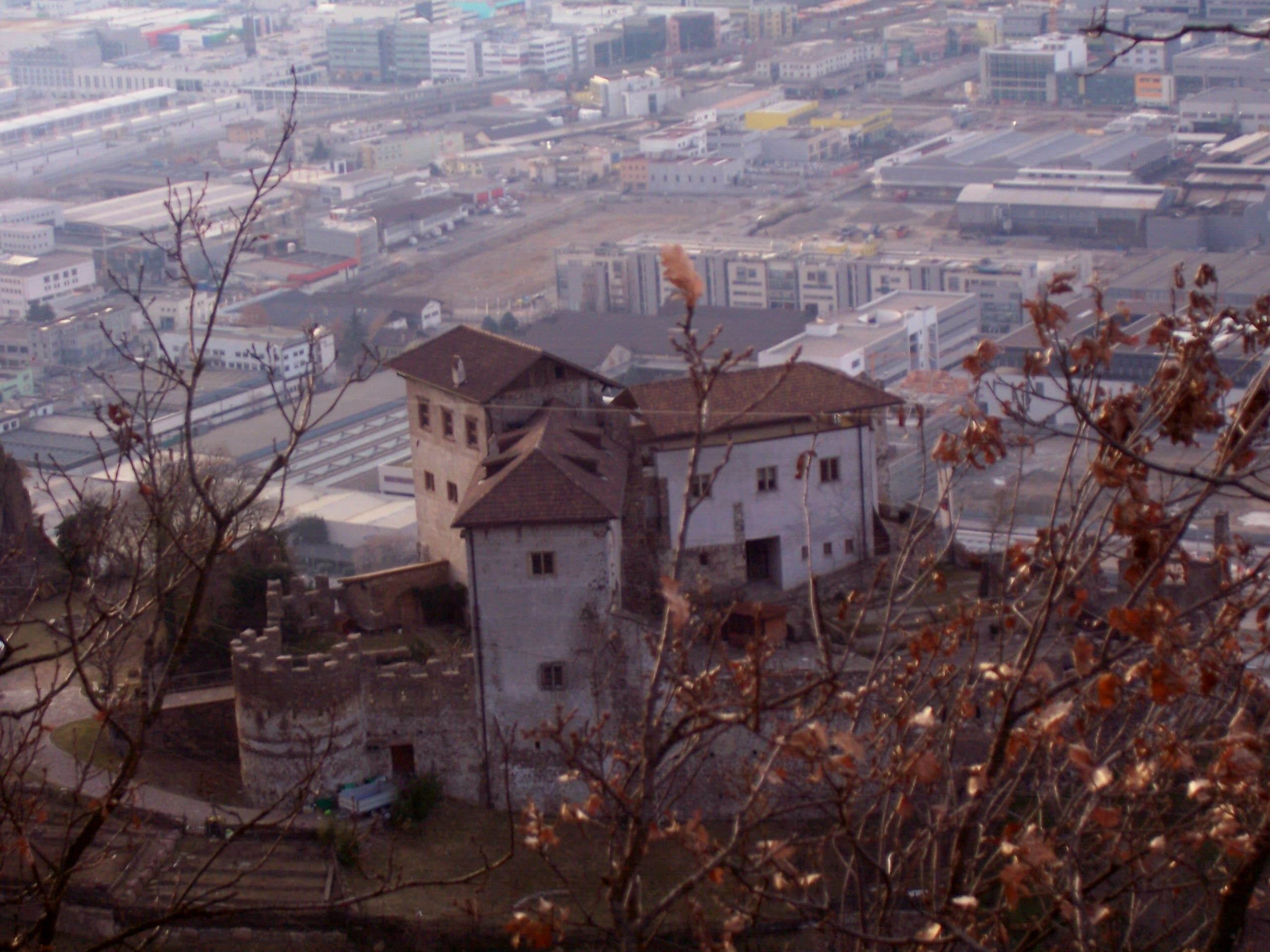
Haselburg-Castel Flavon

La circoscrizione è dal punto di vista etnico piuttosto equilibrata, con una leggera maggioranza italofona. I germanofoni abitano in maggioranza il quartiere di Aslago. Gli abitanti di Oltrisarco hanno un'identità legata al quartiere molto più forte che non negli altri quartieri bolzanini. Il nuovo complesso residenziale Rosenbach (da una famiglia nobiliare medioevale della zona) è sorto sull'area dell'ex caserma Mignone.

### Amministrazione e decentramento
Le circoscrizioni come strumento di decentramento e di partecipazione democratica sono operative dal punto di vista amministrativo da relativamente poco tempo, ossia dal 1995, quando si sono tenute le prime elezioni circoscrizionali. Fino a prima (a partire dal 1976) il decentramento consisteva nella dislocazione di alcuni servizi, perlopiù quelli anagrafici. Ora i servizi sono maggiori e sono erogati dai e nei centri civici circoscrizionali, istituiti però solo nel 1997.
| Presidenti della Circoscrizione |                                    |
| 1995-2000                       | Adriano Neri (Per Bolzano)         |
| 2000-2005                       | Anna Maria Barzanti (Verdi)        |
| 2005                            | Salvatore Falcomatà (PRC)          |
| 2005-2008                       | Giovanni Barborini (La Margherita) |
| 2010-                           | Wally Rungger (Verdi)              |

La circoscrizione è sempre stata guidata da coalizioni fra centro-sinistra e SVP che copre la vicepresidenza. Nella breve legislatura del 2005 (elezione a sindaco di Giovanni Benussi del centrodestra che non riuscì a formare la giunta) la presidenza è stata coperta per la prima volta di una circoscrizione bolzanina, da Rifondazione Comunista. Sempre in quell'occasione la circoscrizione era stata assegnata inizialmente, per errori di calcolo, al centrodestra.

### I servizi nei quartieri
Dal punto di vista dei servizi vi è una percettibile differenza fra la "zona bassa" (Oltrisarco) e quelle "alta" (Aslago) e "meridionale" (Maso della Pieve). Mentre Oltrisarco (con la zona bassa di Aslago) può disporre di tutti i servizi (negozi, supermercati, tre farmacie, uffici postali, banche, biblioteche, scuole, una caserma della G.d.F.), la zona di Aslago soffre di una mancanza di questi servizi con conseguente uso delle automobili da parte degli abitanti per raggiungere la zona bassa, mentre Maso della Pieve si appoggia alla frazione laivesotta di San Giacomo per i servizi lì erogati (ufficio postale, scuole, supermercato). Per le scuole il comune di Bolzano stipula una convenzione con quello di Laives. Per quel che riguarda i trasporti, invece, tutti i quartieri sono ben serviti con 6 (8 considerando le linee doppie) linee di autobus che raggiungono i vari quartieri e la zona di Bolzano Sud. Inoltre dal quartiere Oltrisarco, vicino alla rotonda di via Claudia Augusta, parte una pista ciclabile che arriva fino in centro costeggiando il fiume Isarco.
La zona di Bolzano Sud ha un alto numero di servizi (banche, uffici postali e ipermercati) che vengono usufruiti dai lavoratori della zona e per quel che riguarda il commercio, da tutti gli abitanti della provincia. Oltre alle tre parrocchie cattoliche (SS. Rosario ad Oltrisarco, San Paolo e Santa Geltrude ad Aslago) è presente la sede della Comunità cristiana avventista del settimo giorno.

#### Scuole

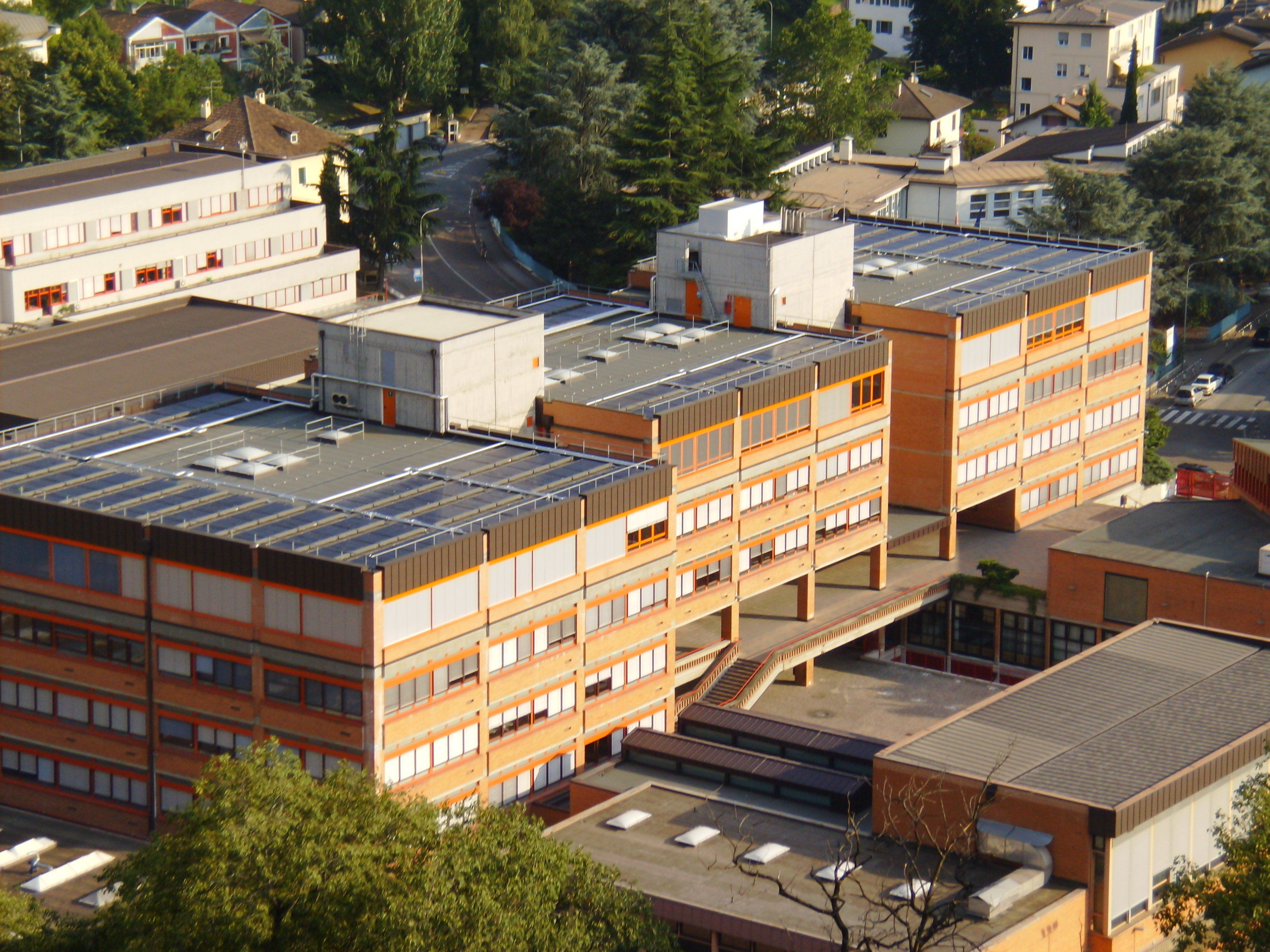
La scuola professionale provinciale "Luigi Einaudi"

Nel quartiere sono presenti 2 istituti comprensivi (uno italiano e uno tedesco, che fa parte di un istituto comprensivo che comprende più scuole). Per quel che riguarda l'istruzione superiore è sede di quattro istituti professionali (di cui uno in lingua tedesca).
- Istituto comprensivo Bolzano IV - Oltrisarco
  - Scuola elementare "Gianni Rodari" (Aslago, parte bassa)
  - Scuola elementare "Antonio Tambosi" (Oltrisarco)
  - Scuola media inferiore "Enrico Fermi" (Aslago, parte bassa)
- Schulsprengel Bozen - Stadtzentrum (scuole del Centro e di Oltrisarco-Aslago)
  - Scuola elementare "Rudolf Stolz" (Aslago)
  - Scuola media inferiore "Albin Egger-Lienz" (Aslago)
- Scuola professionale provinciale "Luigi Einaudi" (Aslago, parte bassa)
  - Scuola professionale provinciale per il commercio, turismo e servizi
  - Scuola professionale provinciale per l'industria e artigianato
  - Scuola professionale provinciale per le professioni sociali
- Fachschule für Hauswirtschaft (Scuola professionale d'economia domestica) "Haslach" (Aslago)

#### Biblioteche
- Biblioteca Comunale "Oltrisarco"
- Biblioteca "Haslach" (in lingua tedesca)
- Biblioteca di formazione professionale (FP)

#### Trasporti
La via Claudia Augusta (nominata così dall'antica strada romana) è la principale arteria del quartiere e una delle principali della città, essendo infatti parte integrante della strada statale del Brennero. La zona industriale è percorsa da numerose grandi strade di scorrimento, le più importanti delle quali sono via Einstein e via Buozzi. A Bolzano Sud è situata l'omonima uscita dell'autostrada A22 e l'inizio/termine della superstrada Merano-Bolzano. Lungo l'Isarco si snoda anche la strada arginale (tangenziale, Eisackuferstraße). Presso la fiera è situata anche la stazione ferroviaria Bolzano Sud-Fiera sulla tratta Bolzano-Merano. La circoscrizione è percorsa da 6 linee di autobus urbani: 110, 111, 6 (solo Bolzano Sud), 7a e 7b, 10a e 10b e 14 (festiva).

#### Manifestazioni
Le maggiori manifestazioni nei quartieri sono le diffuse feste campestri estive organizzate dalle parrocchie, i mercati o evenimenti per bambini nei parchi. A Bolzano Sud sono invece numerosi gli avvenimenti fieristici.
- Mercato del martedì (tutte le settimane in via Aslago)
- Mercato contadino-Bauernmarkt del venerdì (tutte le settimane in via Claudia Augusta)
- Venerdì lungo ad Oltrisarco (estate, negozi aperti fino alle 23 una volta al mese)
- numerose manifestazioni sportive (ciclismo, podismo) per la popolazione

#### Distretto sociosanitario
La circoscrizione corrisponde anche al distretto sociosanitario di Oltrisarco-Aslago, dove vengono svolte le cure sanitarie per la popolazione della circoscrizione. Inoltre eroga numerosi servizi decentrati, tra cui i prelievi per gli esami del sangue.

#### Centro Civico
Il centro civico della circoscrizione (Bürgerzentrum), il "municipio" di Oltrisarco-Aslago, offre inoltre numerosi servizi comunali. La sede è stata recentemente spostata in un'ala riservata all'interno dell'edificio delle scuole elementari "Tambosi", un palazzo storico nel centro del quartiere di Oltrisarco.

#### Istituzioni, enti e associazioni
Nella circoscrizione (soprattutto a Bolzano Sud) hanno sede anche istituzioni di interesse provinciale, nazionale ed internazionale, le principali sono elencate di seguito:
- Fiera di Bolzano
- NOI Techpark Südtirol/Alto Adige
- Aeroporto Bolzano Dolomiti
- Sede del quotidiano Alto Adige
- Sede della casa editrice Athesia e del quotidiano Dolomiten
- TCA Sede di Bolzano (televisione regionale)
- Polizia Municipale
- TIS (Techno Innovation South Tyrol, occupa uno dei due piccoli grattacielo delle "torri gemelle")
- Centro Iperbarico dell'Ospedale di Bolzano
- Vigili del Fuoco Volontari di Oltrisarco-Aslago (Freiwillige Feuerwehr Oberau-Haslach)

## Economia
Nei quartieri l'attività principale è il commercio. A Bolzano Sud invece sono presenti tutti i tipi di attività (industria, artigianato, agricoltura, servizi). La zona produttiva di Bolzano Sud impiega più di 11.000 persone. L'attività alberghiera nella circoscrizione è costituita da quattro alberghi, uno dei quali (situato nel quartiere fieristico) appartiene alla famosa catena internazionale Sheraton ed è uno dei più apprezzati dai bolzanini per i suoi servizi extralberghieri (tra cui annovera un american bar).

## Sport
Oltrisarco può vantare di avere avuto nella sua storia, una squadra di calcio che ha militato anche in Serie D. La società, fallita nel 1986, venne rifondata con il nome di Nuova Oltrisarco da Stefano Milan nel 2002. Dopo quattro stagioni in terza categoria, la società passa nelle mani dell'imprenditore nel settore dei trasporti, Maurizio Giampietro, che al primo anno di presidenza centra subito la promozione in seconda categoria. Dal 1978 esiste il Haslacher Sportverein (HSV) che propone diverse discipline sportive, sia estivi sia invernali.
Il settore giovanile calcistico del quartiere è invece seguito nel quartiere dalla Juventus Club Bolzano con oltre 100 iscritti. Per quanto riguarda le strutture, ad Aslago (parte bassa) si trova il campo CONI di atletica mentre il campetto da calcio della parrocchia del SS. Rosario attualmente è in fase di risistemazione, agibili sono invece il campetto si S. Paolo e quello della società Haslach. Nella zona di Maso della Pieve (Pfarrhof) esiste un grande complesso sportivo, con due campi da calcio a 11, poligono di tiro, piscina, pista ghiacciata, campo da beach-volley e beach-soccer, anello per gare ciclistiche, centro per tennistavolo e birilli, quattro campi da tennis, una pista per automodelli ed un ristorante.
- Sparkasse Arena (Palazzo del ghiaccio presso il quartiere fieristico. La capienza è di 7.220 posti)